# わかやま農業協同組合
わかやま農業協同組合（わかやまのうぎょうきょうどうくみあい、JAわかやま）は、和歌山県和歌山市栗栖に本店を置いていた農業協同組合。

## 概要
1993年10月に、和歌山市内にあった和歌山河西農業協同組合・和歌山東農業協同組合・和歌山市農業協同組合・和歌山中央農業協同組合・和歌山加太農業協同組合・和歌山北農業協同組合の6農協が合併して発足した。
2025年4月1日に、わかやま農業協同組合を含む和歌山県内の全8農協が合併し、和歌山県農業協同組合が発足。法人格および法人番号・統一金融機関コードなどは旧・わかやま農業協同組合のものが引き継がれた。

## 事業内容
- 営農指導事業
- 販売事業
- 購買事業
- 生活指導事業
- 旅行事業
- 信用事業
- 共済事業
- 運営・管理
- 監査

## 事業区域
- 和歌山県和歌山市

## 拠点

### 本店・各部
- 本店
  - 〒640-8305　和歌山県和歌山市栗栖642番地

### 支店
- 加太支店
  - 〒640-0103　和歌山県和歌山市加太1040番地の1
- かせい支店
  - 〒640-8434　和歌山県和歌山市榎原223番地の26
- かほく支店
  - 〒640-8412　和歌山県和歌山市狐島302番地の1
- きのかわ支店
  - 〒640-8442　和歌山県和歌山市平井108番地の1
- 有功支店
  - 〒640-8483　和歌山県和歌山市園部1449番地
- 直川支店
  - 〒640-8481　和歌山県和歌山市直川1719番地
- 紀伊支店
  - 〒649-6339　和歌山県和歌山市弘西98番地の1
- かわなべ支店
  - 〒649-6311　和歌山県和歌山市里84番地の6
- 四ヶ郷中之島支店
  - 〒640-8390　和歌山県和歌山市有本19番地の1
- ひがし支店
  - 〒640-8305　和歌山県和歌山市栗栖660番地1
- 高積支店
  - 〒649-6322　和歌山県和歌山市和佐関戸54番地の1
- JAビル支店
  - 〒640-8331　和歌山県和歌山市美園町5丁目1番地の1
- 宮前支店
  - 〒641-0006　和歌山県和歌山市中島547番地の12
- 名草支店
  - 〒641-0015　和歌山県和歌山市布引501番地
- 和田川支店
  - 〒641-0005　和歌山県和歌山市田尻476番地の1
- 雑賀支店
  - 〒641-0036　和歌山県和歌山市西浜1丁目1番地の1
- 岡崎支店
  - 〒640-8311　和歌山県和歌山市寺内574番地
- 安原支店
  - 〒640-0345　和歌山県和歌山市桑山38番地の2
- 東山東支店
  - 〒640-0303　和歌山県和歌山市山東中82番地
- 西山東支店
  - 〒640-0351　和歌山県和歌山市吉礼63番地の3

### その他
- 川永集出荷場
  - 〒649-6313　和歌山県和歌山市楠本284番地の8
- 第一共撰
  - 〒640-0351　和歌山県和歌山市吉礼63番地の2
- 北総合撰果場
  - 〒649-6335　和歌山県和歌山市西田井214番地の1
- 東総合撰果場
  - 〒640-8305　和歌山県和歌山市栗栖642番地
- 東山東総合撰果場
  - 〒640-0303　和歌山県和歌山市山東中82番地

- 農機センター
  - 〒640-0341　和歌山県和歌山市相坂532番地

## 主な産物
- キャベツ
- ハクサイ
- 新ショウガ
- 大根
- ピーマン
- ほうれん草
- ブロッコリー
- ニンジン
- 米
- ミカン
- イチジク
- カキ